# Mica
Mica je žensko osebno ime.

## Izvor imena
Ime Mica je različica ženskega osebnega imena Marija.

## Pogostost imena
Po podatkih Statističnega urada Republike Slovenije je bilo na dan 31. decembra 2007 v Sloveniji število ženskih oseb z imenom Mica: 22.

## Osebni praznik
Osebe z imenom Mica lahko godujejo takrat kot osebe z imenom Marija.

## Znane osebe
- Mica Marinko Šlander, slovenska partizanka in prvoborka